# Campeonato Mundial de Patinação Artística no Gelo de 1937
O Campeonato Mundial de Patinação Artística no Gelo de 1937 foi a trigésima quinta edição do Campeonato Mundial de Patinação Artística no Gelo, um evento anual de patinação artística no gelo organizado pela União Internacional de Patinação (em inglês:  International Skating Union) onde os patinadores artísticos competem pelo título de campeão mundial. Nesta edição a competição individual masculina foi disputada entre os dias 12 de fevereiro e 13 de fevereiro, na cidade de Viena, Áustria; e as competições individual feminina e de duplas foram disputadas entre os dias 1 de março e 2 de março, na cidade de Londres, Reino Unido.

## Eventos
- Individual masculino
- Individual feminino
- Duplas

## Medalhistas
| Evento                        | Ouro                                 | Prata                                | Bronze                                    |
| Individual masculino detalhes | Karl Schäfer · Áustria               | Graham Sharp · Reino Unido           | Elemér Terták · Hungria                   |
| Individual feminino detalhes  | Cecilia Colledge · Reino Unido       | Megan Taylor · Reino Unido           | Vivi-Anne Hultén · Suécia                 |
| Duplas detalhes               | Maxi Herber · Ernst Baier · Alemanha | Ilse Pausin · Erich Pausin · Áustria | Violet Cliff · Leslie Cliff · Reino Unido |

## Resultados

### Individual masculino
| Pos.              | Nome             | Nacionalidade   | Pontos |
| ----------------- | ---------------- | --------------- | ------ |
| Medalha de ouro   | Felix Kaspar     | Áustria         | 5      |
| Medalha de prata  | Graham Sharp     | Reino Unido     | 10     |
| Medalha de bronze | Elemér Terták    | Hungria         | 17     |
| 4                 | Herbert Alward   | Áustria         | 19     |
| 5                 | Freddie Tomlins  | Reino Unido     | 25     |
| 6                 | Leopold Linhart  | Áustria         | 30     |
| 7                 | Marcus Nikkanen  | Finlândia       | 35     |
| 8                 | Freddy Mésot     | Bélgica         | 42     |
| 9                 | Emil Ratzenhofer | Áustria         | 45     |
| 10                | Lucian Büeler    | Suíça           | 52     |
| 11                | Jaroslav Sadilek | Tchecoslováquia | 50     |

### Individual feminino
| Pos.              | Nome                 | Nacionalidade  | Pontos |
| ----------------- | -------------------- | -------------- | ------ |
| Medalha de ouro   | Cecilia Colledge     | Reino Unido    | 7      |
| Medalha de prata  | Megan Taylor         | Reino Unido    | 14     |
| Medalha de bronze | Vivi-Anne Hultén     | Suécia         | 25.5   |
| 4                 | Hedy Stenuf          | França         | 31.5   |
| 5                 | Emmy Putzinger       | Áustria        | 32     |
| 6                 | Hanne Niernberger    | Áustria        | 42     |
| 7                 | Belita Jepson-Turner | Reino Unido    | 49     |
| 8                 | Gladys Jagger        | Reino Unido    | 58     |
| 9                 | Martha Mayerhans     | Alemanha       | 70     |
| 10                | Angela Anderes       | Suíça          | 72     |
| 11                | Viktoria Lindpaitner | Alemanha       | 67     |
| 12                | Audrey Peppe         | Estados Unidos | 78     |

### Duplas
| Pos.              | Nome                                       | Nacionalidade   | Pontos |
| ----------------- | ------------------------------------------ | --------------- | ------ |
| Medalha de ouro   | Maxi Herber / Ernst Baier                  | Alemanha        | 8.5    |
| Medalha de prata  | Ilse Pausin / Erich Pausin                 | Áustria         | 14.5   |
| Medalha de bronze | Violet Cliff / Leslie Cliff                | Reino Unido     | 24.5   |
| 4                 | Piroska Szekrényessy / Attila Szekrényessy | Hungria         | 30.5   |
| 5                 | Inge Koch / Günther Noack                  | Alemanha        | 31.5   |
| 6                 | Anna Cattaneo / Ercole Cattaneo            | Itália          | 42.5   |
| 7                 | Stephanie Kalus / Erwin Kalus              | Polônia         | 46.5   |
| 8                 | Feda Kalencikova / Karel Globar            | Tchecoslováquia | 53.5   |

## Quadro de medalhas
| Ordem | País        | Medalha de ouro | Medalha de prata | Medalha de bronze |   | Ordem por total |
| ----- | ----------- | --------------- | ---------------- | ----------------- | - | --------------- |
| 1     | Reino Unido | 1               | 2                | 1                 | 4 | 1               |
| 2     | Áustria     | 1               | 1                |                   | 2 | 2               |
| 3     | Alemanha    | 1               |                  |                   | 1 | 3               |
| 4     | Hungria     |                 |                  | 1                 | 1 | 3               |
| 4     | Suécia      |                 |                  | 1                 | 1 | 3               |
| TOTAL | TOTAL       | 3               | 3                | 3                 | 9 | —               |